# Rodina Osmanoğlu

Členové rodiny Osmanoğlu včetně Šehzade Ömer Faruk a Rukiye Sabiha Sultan

Rodina Osmanoğlu se skládá z potomků historické Osmanské dynastie, podle které byla pojmenována a byla jimi řízena Osmanská říše, která existovala od roku 1299 až do vzniku Turecké republiky v roce 1923.
Osmanské říši vládlo celkem 36 sultánů a všichni byli po mužské linii potomci prvního osmanského sultána, Osmana I. Po sesazení posledního sultána, Mehmeda VI., v roce 1922 a po pádu osmanského chálífátu v roce 1924, byli členové dynastie vyhnáni do exilu. Jejich potomci dnes žijí v různých zemích Evropy, v USA, v oblasti Středního východu a po zrušení vyhnanství jich dodnes spousta žije v Turecku. V exilu si rodina zvolila příjmení Osmanoğlu (v překladu syn Osmanův), aby měli stále ve jméně vzpomínku na zakladatele dynastie a nesou jej všichni členové rodiny.

## Seznam potomků od roku 1922
Osmanská dynastie byla vyhnána z Turecka v roce 1924 a většina členů dynastie přijala příjmení Osmanoğlu, znamenající syn Osmanův. Ženám z dynastie byl povolen návrat do Turecka po roce 1951 a mužům až po roce 1973. Následující seznam lidí jsou potomci, kteří by byli dalšími následníky na osmanský trůn, kdyby v roce 1922 nepadl sultanát. Žádný z těchto následníků neprojevil zájem o trůn; například Ertuğrul Osman řekl: "Demokracie v Turecku funguje výborně."
- Mehmed VI., poslední osmanský sultán (1918-1922), poté 36. hlava Osmanské dynastie v exilu (1922-26)
- Abdulmecid II., poslední osmanský chálífa (1922-1924), poté 37. hlava Osmanské dynastie v exilu (1926-1944)
- Ahmed IV. Nihad, 38. hlava Osmanské dynastie (1944-1954), vnuk sultána Murada V.
- Osman IV. Fuad, 39. hlava Osmanské dynastie (1954-1974), nevlastní bratr Ahmeda IV. Nihada
- Mehmed Abdulaziz II., 40. hlava Osmanské dynastie (1973-1978), vnuk sultána Abdulazize
- Ali Vâsib, 41. hlava Osmanské dynastie (1977-1983), syn Ahmeda IV. Nihada
- Mehmed VII. Orhan, 42. hlava Osmanské dynastie (1983-1994), vnuk sultána Abdulhamida II.
- Ertuğrul Osman, 43. hlava Osmanské dynastie (1994-2003), vnuk sultána Abdulhamida II.
- Bayezid III. Osman, 44. hlava Osmanské dynastie (2003-2017), pravnuk sultána Abdulmecida I.
- Dündar Ali Osman, 45. hlava Osmanské dynastie (2017-2021), pravnuk sultána Abdulhamida II.
- Harun Osmanoğlu, 46. hlava Osmanské dynastie (2021-současnost), pravnuk Abdulhamida II.

## Obnova zájmu o rodinu Osmanské dynastie
Od začátku 21. století vzrostl zájem o žijící členy Osmanské dynastie, jak o ty v Turecku, tak i ty zahraniční.
V roce 2006 se členové rodiny sešli v paláci Dolmabahçe, aby zde vytvořili dokument Osmanoğlu'nun Sürgünü (Osmanský exil), který produkovala TRT (Turecká radiová a televizní korporace). V tomto dokumentu jsou popsány příběhy členů rodiny, kteří museli odejít v roce 1924 do exilu, dále pak o vzniku Turecké republiky a pádu osmanského chalífátu. Dále zde zazněly příběhy potomků, kteří dnes žijí v Turecku, Severní Americe, Evropě a v oblasti Středního východu. Tento dokument a jeho úspěšnost výrazně zvýšila popularitu této kdysi vládnoucí rodiny.
Podle deníku New York Times historikové popisují pohřeb prince Ertuğrula Osmana v roce 2009 jako klíčový moment v ''rehabilitaci Osmanské říše''.

## Turecké občanství
Všichni vysoce postavení členové dynastie museli odejít v roce 1924 pryč z nově vzniklé Turecké republiky. Většina z nich nikdy předtím svou domovinu neopustila a i přesto byli nuceni žít v jiných zemích. Rodina odjela z vlakového nádraží Sirkeci a rozjeli se do všech koutů Evropy, Spojených států a Středního východu. V exilu žila rodina v chudobě. Když se poslední sultán, Mehmed VI., usadila v San Remu, většina rodiny se také usadila na jihu Francie. Poté, co poslední islámský chálífa, sultán Abdulmecid II., žil krátce ve Švýcarsku, se také odstěhoval do Francie a usadil se v Nice. Turecko rodinu vybavilo cestovními pasy, avšak ty byly platné pouze rok, tudíž po roce 1925 rodina příliš necestovala. Ali Vâsib žádal francouzskou vlády, aby vyhotovila pasy celé rodině. Francouzská vláda nechala vyhotovit pasy i pro děti, které se narodily až v exilu. Poté, co bylo pro rodinu vyhnanství zrušeno, získala většina jejích členů turecké občanství.

## Princové (Şehzade) Osmanské dynastie
Formálně se mužští potomci osmanských sultánů oslovovali Devletlû Najabatlu Şehzade Sultan (křestní jméno) Hazretleri Efendi. Podle genealogie Osmanské dynastie a kdyby nepadl sultanát, by bylo 29 princů z linie Bayezida Osmana, pozdější hlavy rodiny. Nástupnické právo pak bylo určováno podle prvorozenosti, tedy na trůn nastupoval nejstarší muž dynastie.
1. Şehzade Dündar Ali Osman Efendi (1930 - 2021) (potomek Abdulhamida II)
2. Şehzade Harun Osmanoğlu Efendi (* 1932) (potomek Abdulhamida II)
3. Şehzade Osman Selaheddin Osmanoğlu Efendi ( *1940) (potomek Murada V.)
4. Şehzade Ömer Abdülmecid Osmanoğlu Efendi (* 1941) (potomek Mehmeda V.)
5. Şehzade Mehmed Ziyaeddin Efendi (*1947) (potomek Mehmeda V)
6. Şehzade Roland Selim Kadir Efendi (* 1949) (potomek Abdulhamida II.)
7. Şehzade Selim Djem Efendi (* 1955) (potomek Abdulmecida I.)
8. Şehzade Mazin Osmanoğlu Efendi (*1955) (potomek Abdulhamida II.)
9. Şehzade Orhan İbrahim Suleiman Saadeddin Efendi (* 1959) (potomek Abdulazize)
10. Şehzade Safwan Osmanoğlu Efendi (* 1962) (potomek Abdulhamida II.)
11. Şehzade Orhan Osmanoğlu Efendi (* 1963) (potomek Abdulhamida II.)
12. Şehzade Eric Mehmed Ziyaeddin Nazim Efendi (* 1966) (potomek Mehmeda V.)
13. Şehzade Orhan Murad Osmanoğlu Efendi (* 1972) (potomek sultána Murada V.)
14. Şehzade Francis Mahmud Namık Osmanoğlu Efendi (*1975) (potomek sultána Mehmeda V.)
15. Şehzade René Osman Abdul Kadir Efendi (* 1975) (potomek Abdulhamida II.)
16. Şehzade Daniel Adrian Abdulhamid Kadir Efendi (*1977) (potomek sultána Abdul Hamida II)
17. Şehzade Abdulhamid Kayıhan Osmanoğlu Efendi (* 1979) (potomek Abdulhamida II.)
18. Şehzade Selim Süleyman Osmanoğlu Efendi (* 1979) (potomek Murad V.)
19. Şehzade Nazım Osmanoğlu Efendi (* 1985) (potomek Mehmeda V.)
20. Şehzade Yavuz Selim Osmanoğlu Efendi (* 1989) (potomek Abdulhamida II.)
21. Şehzade Hamza Osmanoğlu Efendi (* 2003) (potomek Abdulhamida II.)
22. Şehzade Turan Cem Osmanoğlu Efendi (* 2004) (potomek Murada V.)
23. Şehzade Makrameddin Osmanoğlu Efendi (* 2004) (potomek Abulhamida II.)
24. Şehzade Tamer Nihad Osmanoğlu Efendi (* 2006) (potomek Murada V.)
25. Şehzade Muhammed Harun Osmanoğlu Efendi (* 2007) (potomek Abulhamida II.)
26. Şehzade Batu Bayezid Osmanoğlu Efendi (* 2008) (potomek Murada V.)
27. Şehzade Ziyaeddin Reşad Osmanoğlu Efendi (* 2012) (potomek Mehmeda V.)
28. Şehzade Cem Ömer Osmanoğlu Efendi (* 2015) (potomek Mehmeda V.)
29. Şehzade Abdülaziz Efendi Osmanoğlu Efendi (* 2016) (potomek sultána Abdulhamida II.)

## Princezny (sultánky) Osmanské dynastie
Formálně se ženští potomci sultánů oslovovaly Devletlû İsmetlu (křestní jméno) Sultân Aliyyetü'ş-Şân Hazretleri. Podle genealogie a kdyby sultanát nepadl by bylo z Osmanské dynastie 16 sultánek.
1. Margot Leyla Sultan Osmanoğlu (* 1947) (potomek Abdulhamida II.)
2. Nilüfer Sultan Osmanoğlu (* 1953) (potomek Abdulmecida II.)
3. Lama Sultan Osmanoğlu (* 1957) (potomek Abdulhamida II.)
4. Perihan Sultan Osmanoğlu (* 1963) (potomek Abdulazize)
5. Rana Sultan Osmanoğlu (* 1965) (potomek Abdulhamida II.)
6. Ayşe Louise Sultan Osmanoğlu (* 1964) (potomek Mehmeda V.)
7. Gülhan Sultan Osmanoğlu (* 1968) (potomek Abdulazize)
8. Enas Sultan Osmanoğlu (* 1969) (potomek Abdulhamida II.)
9. Ayşe Gülnev Sultan Osmanoğlu (* 1971) (potomek Murada V.)
10. Nurhan Sultan Osmanoğlu (* 1973) (potomek Abdulhamida II.)
11. Nilhan Sultan Osmanoğlu (* 1987) (potomek Abdulhamida II.)
12. Zoe Sultan Osmanoğlu (* 1988) (potomek Mehmeda V.)
13. Nilüfer Sultan Osmanoğlu (* 1995) (potomek Abdulhamida II.)
14. Berna Sultan Osmanoğlu (* 1998) (potomek Abdulhamida II.)
15. Asyahan Sultan Osmanoğlu (* 2004) (potomek Abdulhamida II.)
16. Esma Emira Sultan Osmanoğlu (* 2015) (potomek Murada V.)

## Tajná identita
Je známo, že někteří členové rodiny se rozhodli nezvolit si příjmení Osmanoğlu a změnili si svá jména, aby mohli v míru žít v domovském Turecku. Nejčastěji volená příjmení byla Gur, Mutlu, Tok nebo Ak. I když členové dynastie, kteří se rozhodli právě takto nejsou příliš známí, věří se, že to byli potomci Abdulmecida I. a Mahmuda II. Kolují o nich také zvěsti, že vlastní většinu rodinného majetku.